# Očová
Očová – wieś (obec) na Słowacji położona w kraju bańskobystrzyckim, w powiecie Zwoleń.

## Położenie
Miejscowość leży w dolinie Hučavy w Kotlinie Zwoleńskiej, u podnóży gór Polana, ok. 15 km na północny wschód od Zwolenia.

## Historia
Pierwsze wzmianki o miejscowości pochodzą z roku 1406. Aż do zniesienia pańszczyzny należała ona do feudalnego "państwa" z siedzibą na zamku Vígľaš.

## Demografia
Według danych z dnia 31 grudnia 2012 roku, wieś zamieszkiwało 2610 osób, w tym 1339 kobiet i 1271 mężczyzn.
W 2001 roku rozkład populacji względem narodowości i przynależności etnicznej wyglądał następująco:
- Słowacy – 97%
- Czesi – 0,65%
- Polacy – 0,04%
- Romowie – 0,58%
- Węgrzy – 0,15%

Ze względu na wyznawaną religię struktura mieszkańców kształtowała się w 2001 roku następująco:
- Katolicy rzymscy – 39,43%
- Grekokatolicy – 0,58%
- Ewangelicy – 41,85%
- Ateiści – 13,8%
- Przedstawiciele innych wyznań – 0,04%
- Nie podano – 3,69%

## Osoby urodzone w Očovej
- Matej Bel (1684-1749) - polihistor, encyklopedysta, językoznawca;
- Štefan Palárik (1615-1693) - autor tekstów religijnych;
- Ján Poničan (1902-1978) - pisarz i poeta.
- Rudolf Huliak (*1975) - polityk, minister turystyki i sportu, były burmistrz Očovej